# Nohab

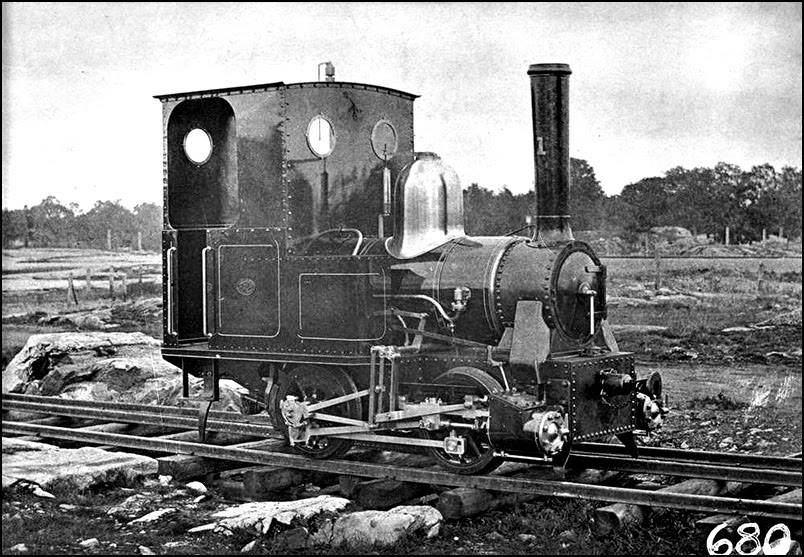
Smalspårsloket Kårberg från 1881, i trafik mellan Skyllberg och Lerbäck

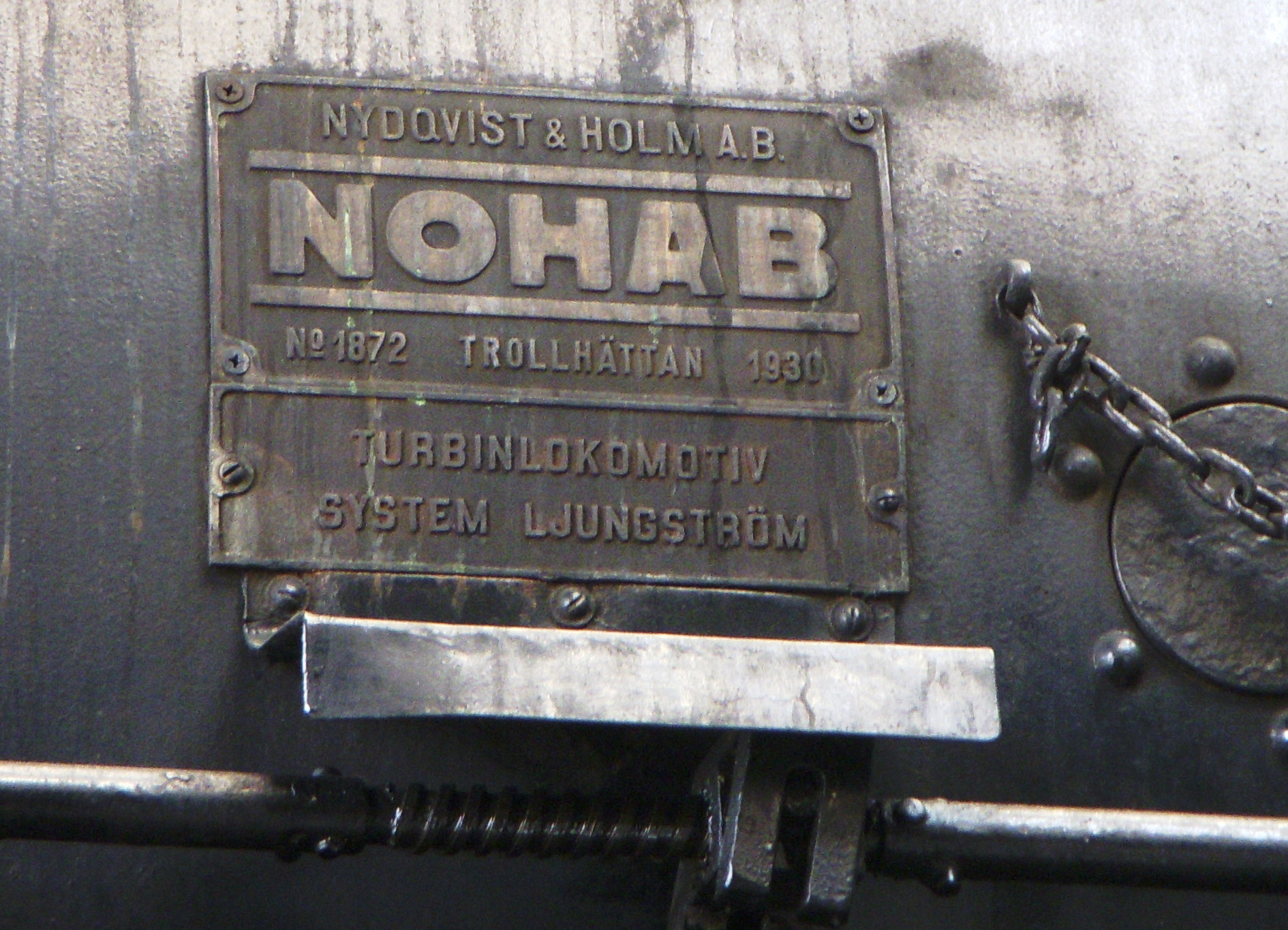
Typskylt på turbinloket M3t nr 71 (1930) i Lokmuseet.

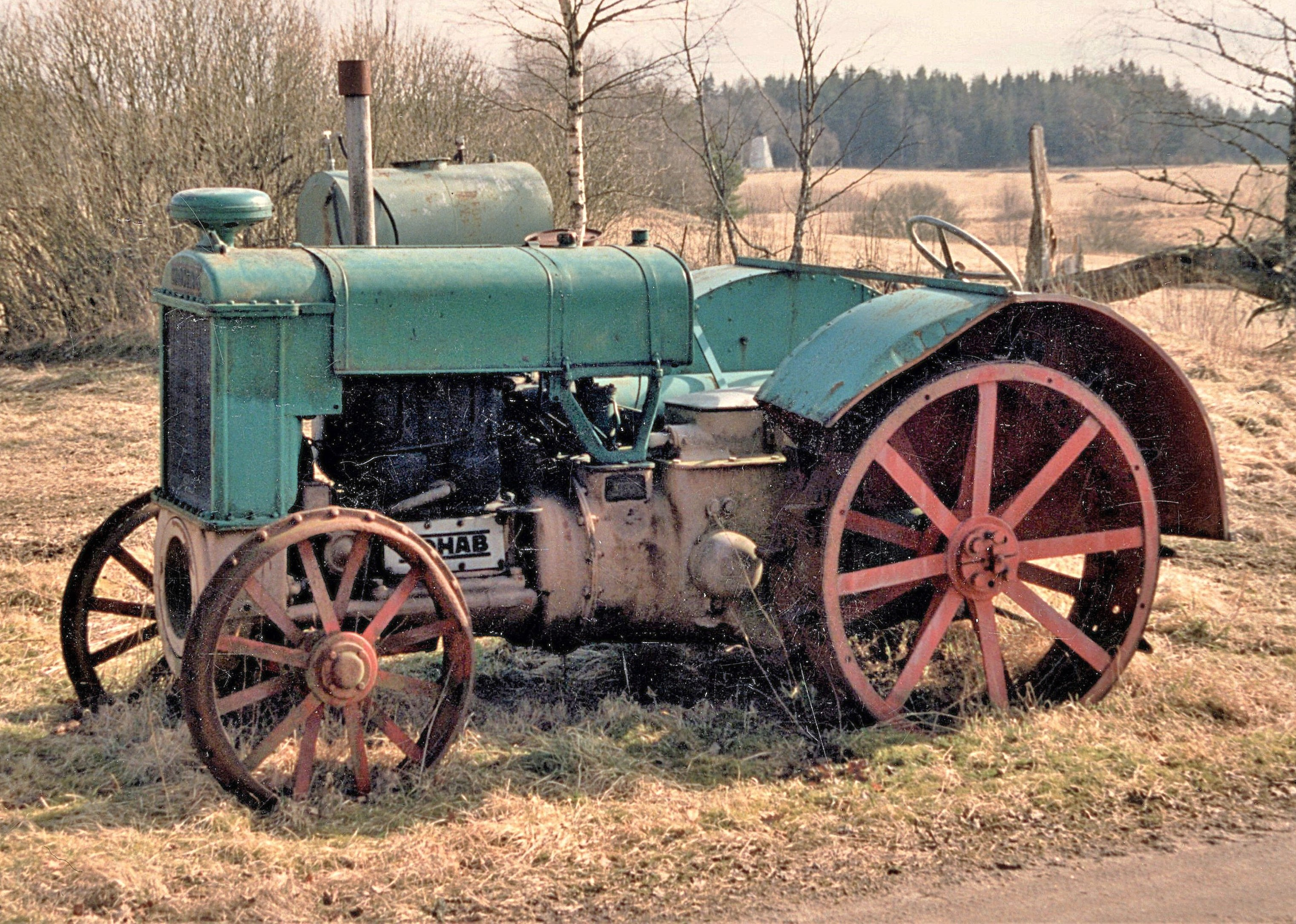
NOHAB traktor, nu vid Rubens maskinhistoriska samlingar i Götene

Nohab (egentligen Nydqvist & Holm AB, från 1974 AB Bofors-Nohab) var ett verkstadsföretag i Trollhättan grundat 1847 under namnet Trollhättans Mekaniska Verkstad av Antenor Nydqvist, Johan Magnus Lidström och Carl Olof Holm. Vid Nohab tillverkades ursprungligen lantbruksmaskiner och vattenturbiner. Senare tillkom lokomotiv, dieselmotorer, tryckpressar, militär materiel och utrustning för kärnkraftverk. Efter ekonomiska problem under 1970-talet avvecklades Nohab som sammanhållen enhet, slutligen 1986.

## Historik

### Traktor Nohab
- Traktor Nohab [1]
- Traktor Nohab A 6 [2]

### Trollhättans Mekaniska Verkstad bildas

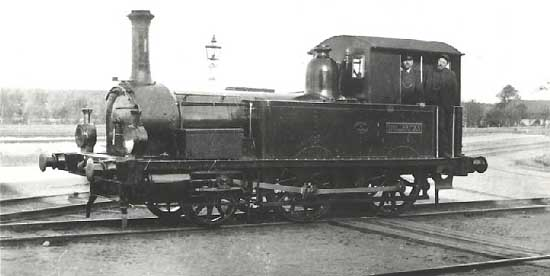
Nohab-Lok nr 1 tillverkat 1865 för UWHJ. Loket fanns bevarat hos Innovatum i Trollhättan.

Trollhättans Mekaniska Verkstad bildades våren 1847 i Trollhättan av verkmästaren vid Brevens Bruk i Närke, Johan Henrik Antenor Nydqvist, fabriksmästaren vid Mariedals spinneri i Göteborg Carl Olof Holm och verkmästaren vid Hälleforsnäs Bruk i Södermanland, Johan Magnus Lidström. På hösten samma år kunde de nybyggda verkstäderna på västra sidan om Trollhätte kanal tas i bruk. Tanken var att tillverka vattenturbiner. År 1848, ett år efter starten, kom också den första beställningen. Företaget hade vid starten nio anställda, men redan två år senare hade arbetsstyrkan ökat till 50 personer.
Efter Lidströms bortgång 1850 drev Nydqvist och Holm verksamheten vidare. Under 1850-talet började företaget tillverka ångmaskiner, bland annat i form av lokomobiler och järnvägsvagnar. Företaget fick en beställning på sitt första ånglok på försommaren 1865 för den nya järnvägslinjen Uddevalla-Vänersborg-Herrljunga Järnväg. Loket levereras på julafton samma år. Året därefter tog Antenor Nydqvist över Carl Olof Holms andel av företaget. Holm blev en av de ledande personerna inom Trollhättans kommun.

### Verksamheten växer med tillverkning av ånglok

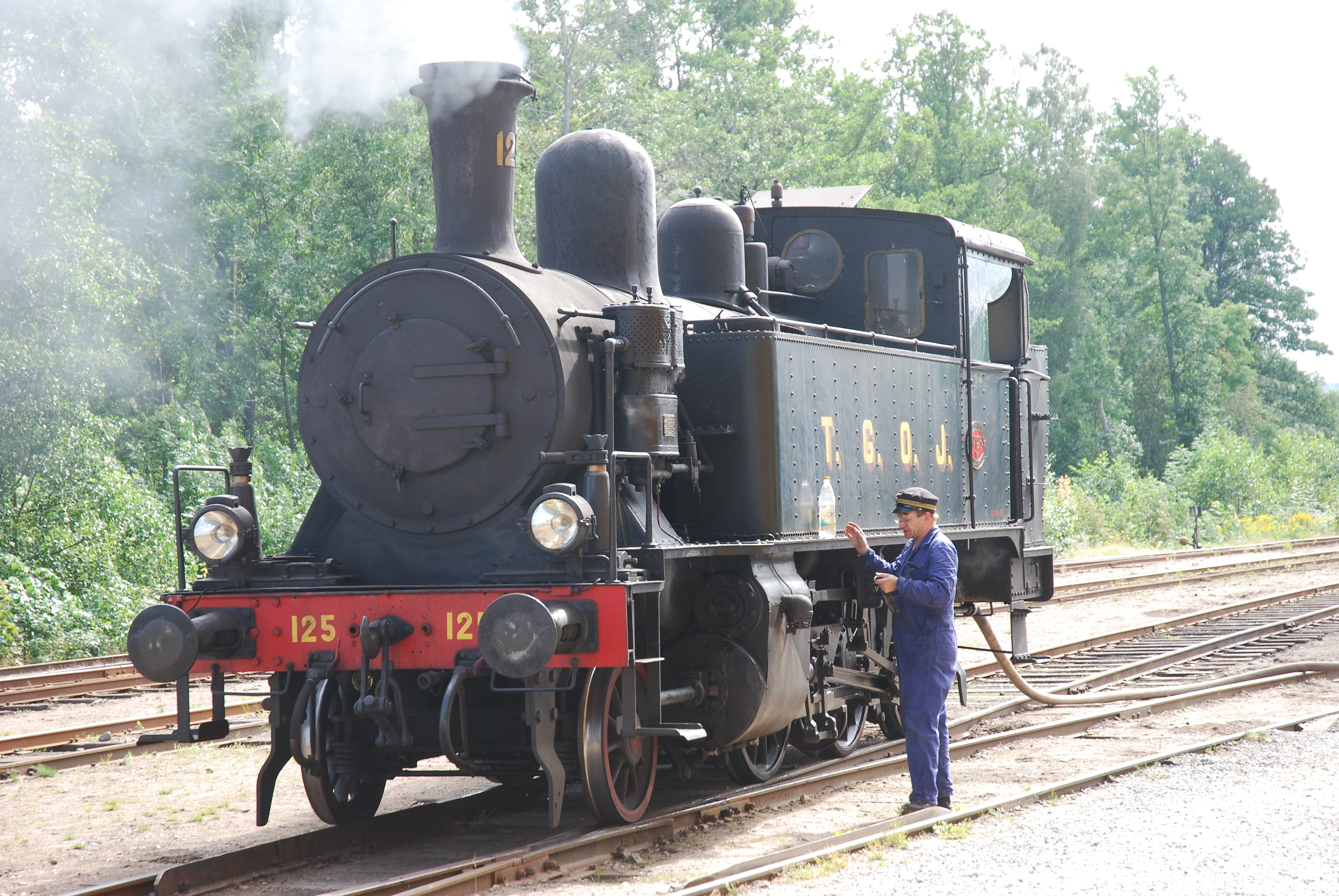
Ånglokomotiv Nohab nr 892, tillverkat 1908, i trafik hos TGOJ 1931-1966 som nr 125, litt Y3a, numera hos Nora Bergslags Veteran-Jernväg.

1872 hade antalet anställda vid företaget växt till 179 stycken. Bergslagernas järnvägar drogs genom Trollhättan 1877 vilket underlättade transporterna till och från staden. Året efter, 1878, byggdes det hundrade loket, vilket levererades till Varberg-Borås Järnväg. På Parisutställningen samma år erhöll Trollhättans Mekaniska Verkstad en silvermedalj för sitt lok.
Under 1880-talet ökade tillverkningen vid företaget i rask takt. 200 lok tillverkades mellan 1884 och 1894, samtidigt som det totala tillverkningsvärdet fördubblades. 1885 hade arbetsstyrkan ökat till 402 personer.
På 1890-talet första hälft 1893–1994 byggdes en egen järnväg med en svängbar bro över kanalen från "Verkstan", som företaget kallades i folkmun, till Trollhättans järnvägsstation. Banan gick rakt igenom staden i nuvarande Drottninggatans sträckning 1932 flyttades järnvägen österut . 1897 tillverkades lok nummer 500 vid företaget, som nu hade över 600 anställda. När den första fackföreningen i Trollhättan, en avdelning av Svenska järn- och metallarbetareförbundet, bildades 1902 fanns flera arbetare med från Trollhättans Mekaniska Verkstad. 
År 1904 togs ett nytt stålgjuteri i bruk på östra sidan av kanalen dit all verksamhet med tiden flyttades. Antalet anställda vid företaget var vid denna tidpunkt omkring 1000 stycken. Under detta årtionde tillverkade man bland annat 236 skruvar till slussarna i Panamakanalen. Skruvarna var 8 meter långa, 1,5 dm i diameter och vägde 910 kg/st. I Nohabs jubileumsbok "Det tusende lokomotivet" från 1912 framgår det att företaget även tillverkade  dävertar till Titanics livbåtar .
Tillverkningen av ånglok upphörde för gott 1953, då de sista i en serie på tjugo lok – avsedda främst för persontåg – levererades till Statens Järnvägar (SJ).

### Från högkonjunktur till ekonomisk kris

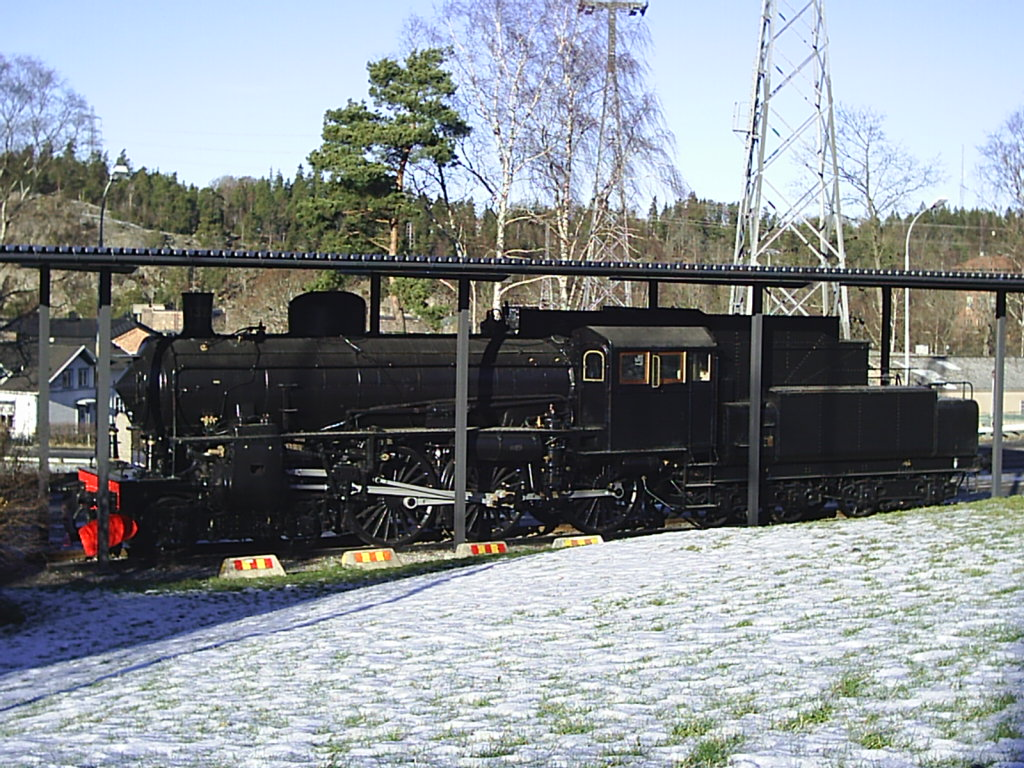
Lok nr 1115 tillverkat 1917 av Nohab. Loket är placerat vid Innovatum på Nohabs tidigare industriområde i Trollhättan.

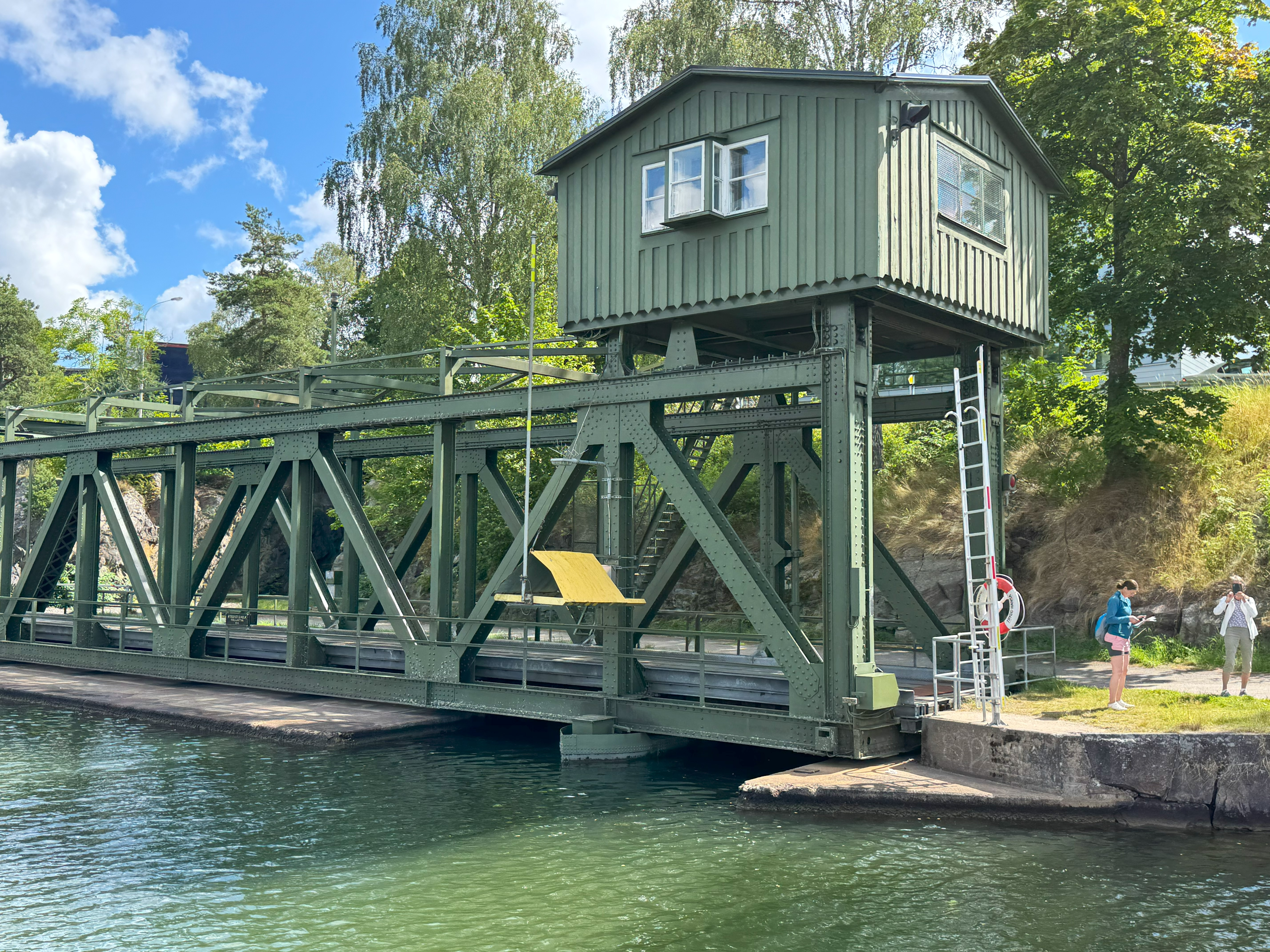
Nohabs svängbro över Trollhätte kanal, vid Innovatum.

Företagets expansion fortsatte nästan oavbrutet fram till och med första världskriget. Det 1000:e loket tillverkades 1912. Herman Nydqvist tog över firman efter sin far Antenor Nydqvist som dog vid 97 års ålder 1914. 
År 1916, samma år som Trollhättan fick sina stadsrättigheter, hände en hel del viktiga saker i företagets historia. Trollhättans Mekaniska Verkstad blev nu aktiebolag under namnet Nydqvist & Holm AB (Nohab) med bland annat SKF i Göteborg som en av de största ägarna. Turbinerna till Olidans kraftstation i Trollhättan tillverkades samma år.
År 1920 fick Nohab en stor order på 1000 lok till ryska SFSR, "ryssloken", vilken emellertid två år senare hade reducerats till 500 av politiska skäl. Ordern, som hade ett värde av 230 miljoner kronor, var den hittills största i Sverige. Betalningen skedde i 56 ton rent guld. En intensiv expansionsfas för Nohab inleddes nu med nya byggnader och maskiner samt omfattande nyanställningar. Det blev dock nödvändigt med förvärv av flera andra företag också för att man skulle klara av produktionstakten och råvaruförsörjningen. 500 lok producerades från september 1921 till december 1924. År 1922 hade Nohab som flest anställda; 2641 personer.
När leveranserna till Ryssland var över, hamnade företaget i en ekonomisk kris. 1927 hade personalstyrkan reducerats till 395 anställda. Samma år kom dock en beställning på 100 lok och 1500 järnvägsvagnar till Turkiet vilka levererades efterhand fram till 1935. Nohab startade också 1926 en tillverkning av dieselmotorer.
År 1930 tecknade Nohab ett avtal med staten om att bilda ett dotterbolag, Nohab Flygmotorfabrik AB. En licenstillverkning av motorn Bristol Jupiter startade på Nohab-området men flyttades senare till en ny fabrik på Stallbackaområdet. Den första motorn levererades i mars 1933. Eftersom staten även ville starta flygplanstillverkning bildades Svenska Aeroplan AB (Saab) som ett samarbete mellan Nohab och AB Svenska Järnvägsverkstäderna (ASJ) i Linköping som grundade dotterbolaget AB Svenska Järnvägsverkstädernas Aeroplanavdelning, ASJA. I början av 1930 talet tillverkades ett mindre antal jordbrukstraktorer varav ett ex som levererades till närbelägna Tun, finns idag bevard.  
Under den långa krisen efter Ryssloken hade Nohab inlett ett samarbete med AB Bofors, vilket resulterade i att Bofors köpte upp hela företaget 1935. På 1930-talet försökte Nohab även tillverka traktorer och bussar, dock utan större framgång. År 1935 hade antalet anställda återigen stigit till omkring 930 stycken. Året därpå hade det 2000:de loket tillverkats på fabriken.

### Nya produkter tillkommer

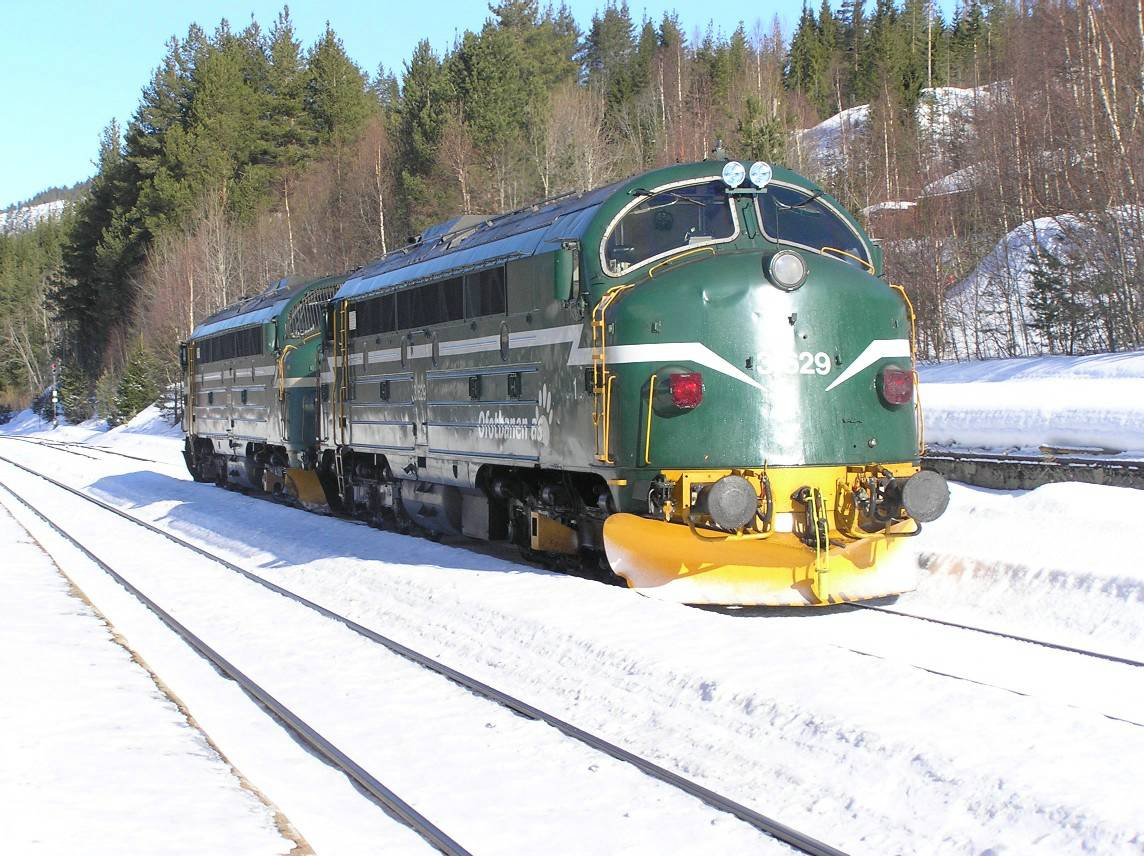
Nohab TMY AA16

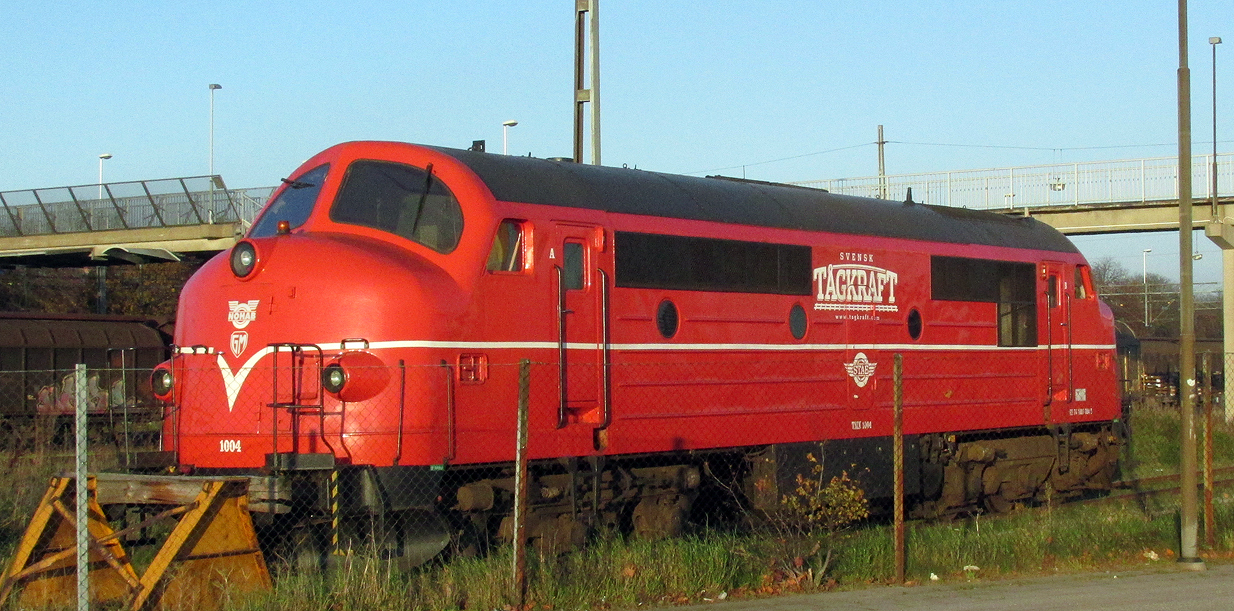
Nohab TMX

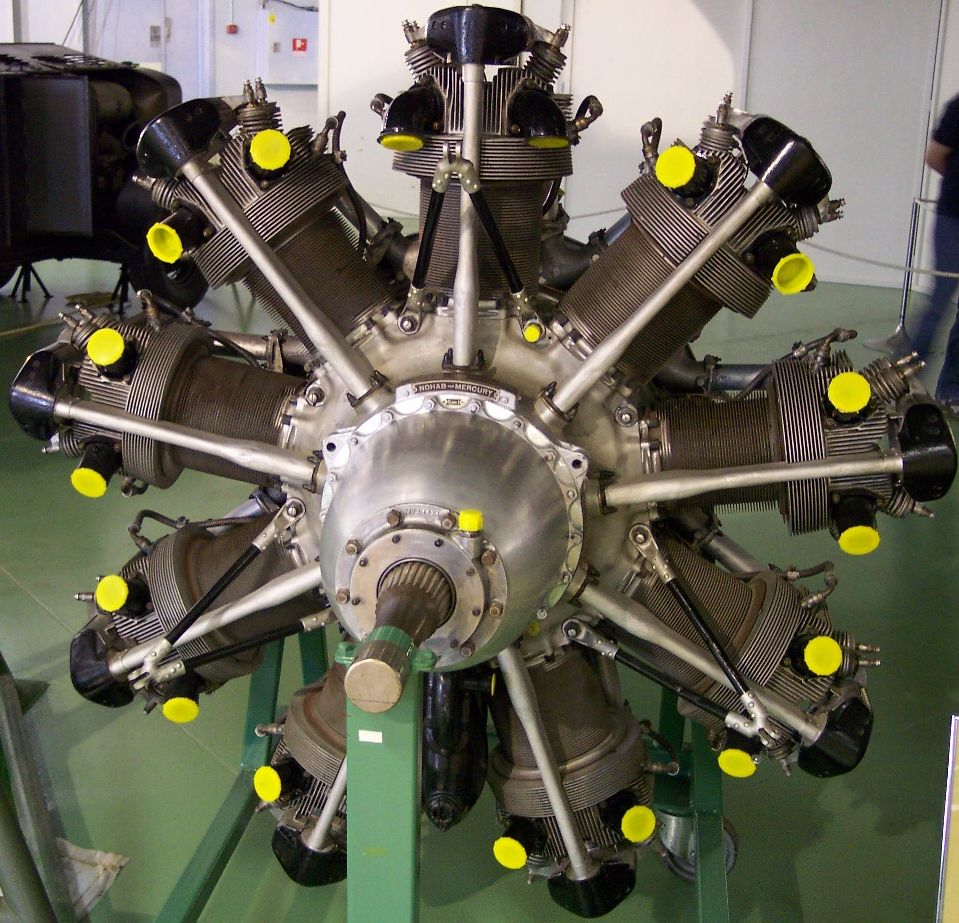
Nohab Mercury stjärnmotor.

Under andra världskriget var vapenproduktionen den dominerande på Nohab, men även turbiner till kraftverken i Porjus, Sillre och Trollhättan tillverkades. 1943, mitt under kriget beställde också Nederländernas exilregering 50 lok från Nohab. Flygmotortillverkningen såldes 1941 till Volvo och bytte då namn till Volvo Flygmotor AB. 1948 köpte NOHAB Atlas Diesels dieselmotortillverkning. Antalet anställda uppgick samma år till 1655 personer.
Under 1950- och 1960-talen tillverkades dieselelektriska GM-lok som bland annat exporterades till Danmark, Norge och Ungern. Det sista ångloket tillverkades 1953. Då hade det totalt tillverkats 2300 ång- och ellok i Trollhättan. 
År 1951 togs ett nytt forsknings- och utvecklingslaboratorium i bruk gemensamt för både turbin- och motorsidan. Ett avancerat testprogram genomfördes där för att optimera tvåtaktsmotors prestanda. År 1959 levererade Nohab världens då effektstarkaste francisturbiner till Stornorrfors kraftstation.
På 1960-talet började Nohab tillverka gränsletruckar, portalkranar, tryckpressar och slingerstyrda truckar. I samarbete med ASEA tillverkades delar till de svenska kärnkraftverken. Militär materiel, bland annat lavetter till luftvärnspjäser och karosserna till Stridsvagn S, tillverkades också under 1960-talet, liksom turbiner till kraftverk i USA.

### Nohab avvecklas
På 1970-talet fick Nohab problem med lönsamheten. Det resulterade i att Bofors och den finländska verkstadsindustrikoncernen Oy Wärtsilä Ab tecknade ett avtal 1978 som innebar att Wärtsilä köpte 51% av aktierna i AB Bofors-Nohab. 1979 bildades det nya bolaget Nohab Diesel AB vars huvudägare även det var Wärtsilä. Omkring 1500 av de anställda vid Bofors-Nohab gick samtidigt över till det nybildade företaget.
År 1981 skedde den andra stora omstruktureringen av Nohab. Tryckpresstillverkningen skiljdes av till ett nybildat företag GMA-Nohab Printing AB. Turbintillverkningen drevs delvis vidare i ett bolag som inledningsvis ägdes av Nohab tillsammans med finska Tampella. Denna lösning blev emellertid kortvarig, och verksamheten köptes i oktober 1981 upp av norska Kværner-koncernen. Samma år överfördes även loktillverkningen till ett nytt bolag; Kalmar Nohab AB. Tillverkningen av lok kom efter några år helt att flyttas över till Kalmar. 
År 1985 övertog Wärtsilä alla aktier i Bofors-Nohab och Nohab Diesel, som namnändrades till Wärtsilä Diesel AB. Under 1986 lades resterna av AB Bofors-Nohab ned. Några verksamheter drevs vidare av personalägda företag, av dessa finns idag endast den mekaniska verkstaden kvar under namnet Nohab Industri AB.
De sista resterna av turbintillverkningen i Trollhättan flyttades 1991 till Kværners anläggning i Kristinehamn. 1999 flyttades även Wärtsilä Diesels produktion till Zwolle i Nederländerna.

### Verkstadsområdet i Trollhättan idag
Stiftelsen Innovatum bildades 1998 av Trollhätteregionens ledande aktörer. I samarbete med bland annat HTU och Film i Väst har nya verksamheter startats på det tidigare Nohab-området.
Det finns idag flera verksamheter kvar sedan Nohab-tiden på området, till exempel Wärtsilä Diesel, Man Roland och Nohab Industri samt ett antal mindre företag. Utöver detta finns även Saabmuseet och Film i Väst samt Innovatum som bland annat visar upp Trollhättans industrihistoria här. Totalt arbetar idag cirka 1 500 personer i 150 företag på området.[källa behövs]

## Bildgalleri

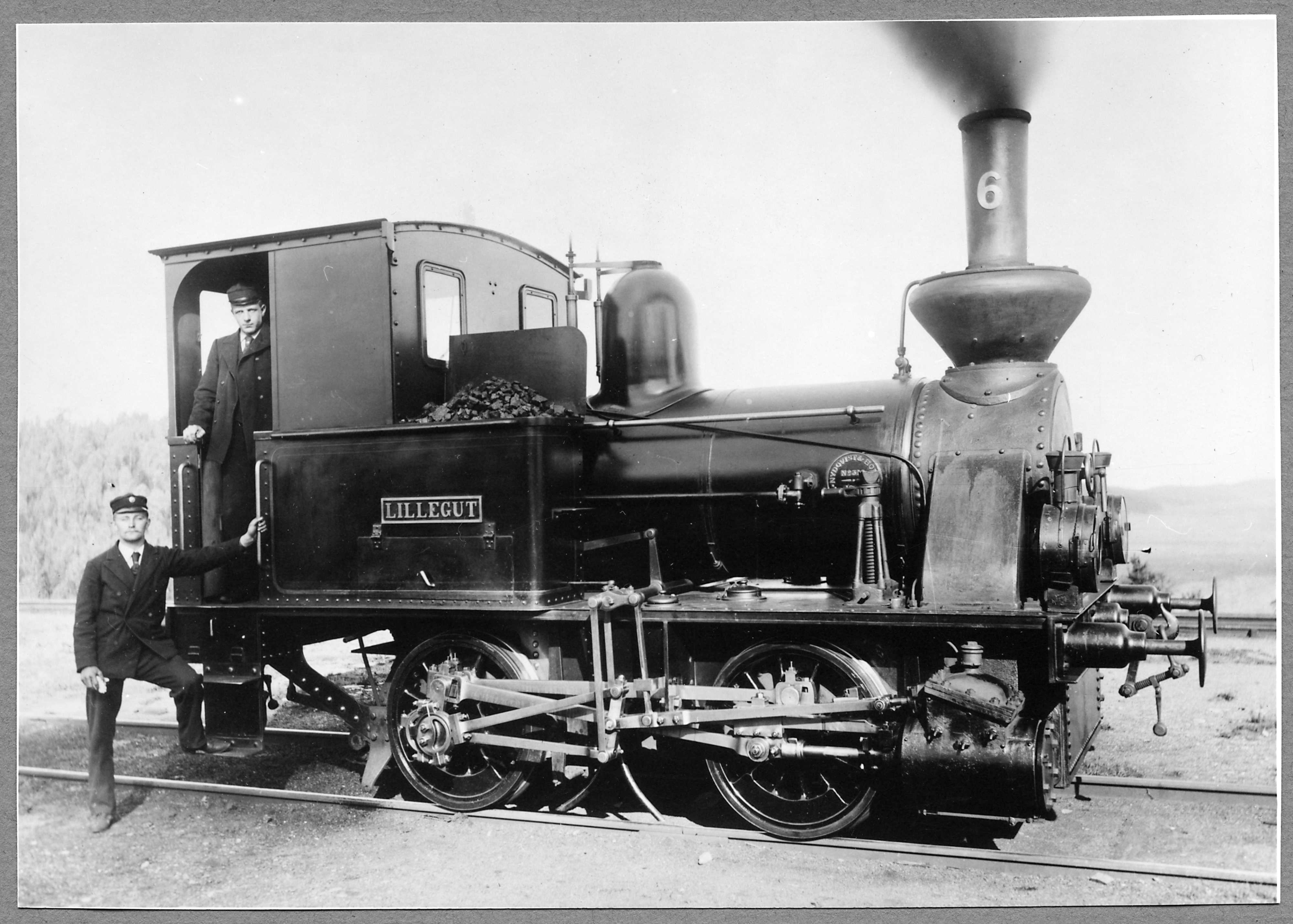
Dalslands Järnväg DJ 6, tillverkningsnummer 319, tillverkat 1890. Loket såldes 1919 till Fors bruk och skrotades 1923.
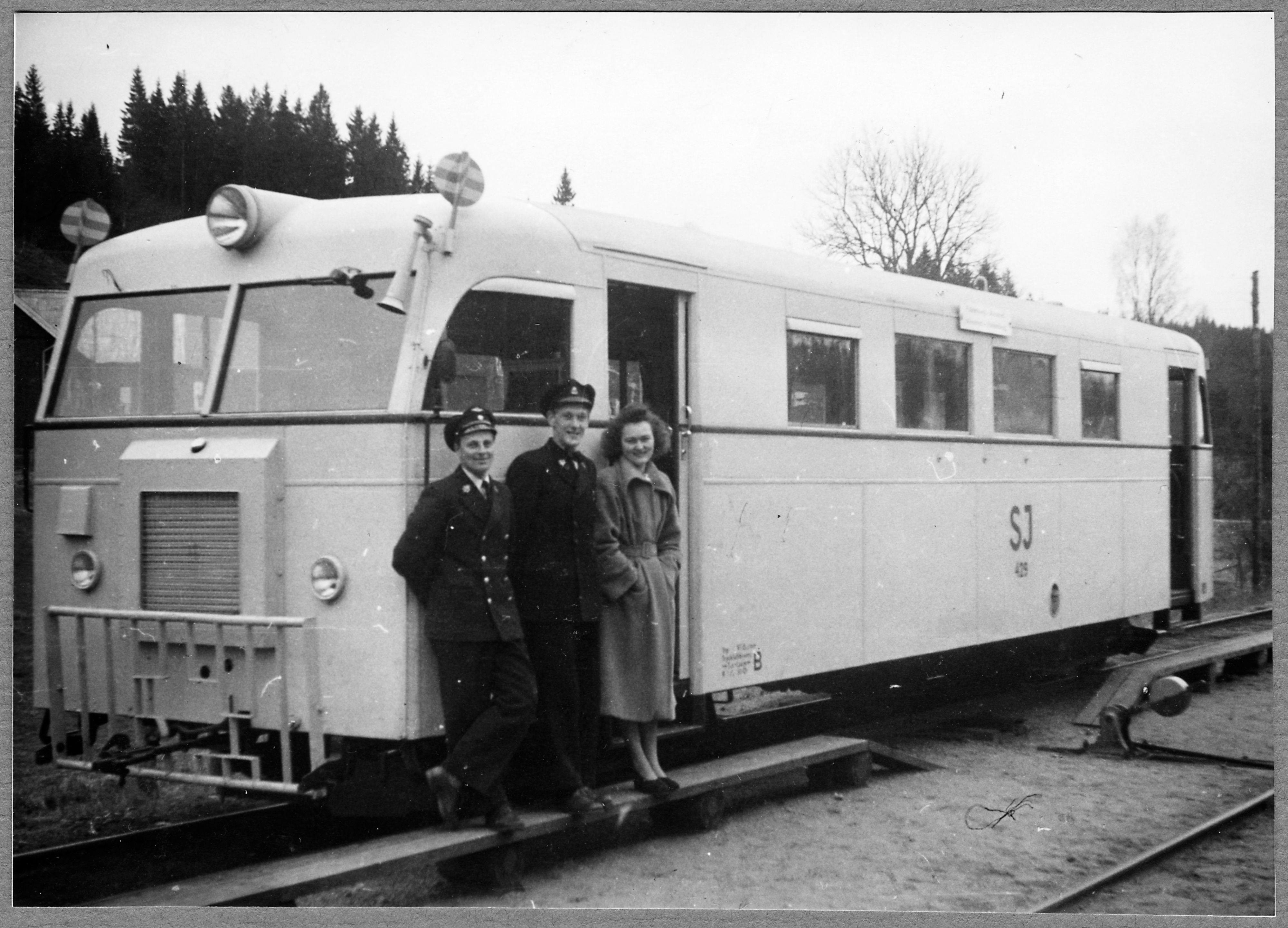
Rälsbuss med tillverkningsnummer 1699, 1936, litt. SJ Yop, ursprungligen på Falkenbergs Järnväg

## Se också
- Nohabs svängbro
- Nohabjärnvägen